# Пассикуда
Пассикуда (там. பாசிக்குடா; синг. පාසිකුඩා; исторический тамильский перевод: «Залив Зелёные водоросли») — прибрежный курортный город, расположенный в 35 км к северо-западу от Баттикалоа, в округе Баттикалоа, Шри-Ланка.
Исторически это небольшая тамильская деревушка рядом с соседней Калкудой, когда-то она была популярным туристическим направлением, однако потерпела огромные разрушения после цунами 2004 года в Индийском океане и гражданской войны в Шри-Ланке.
Зарубежные поездки в Пассикуду в последнее время увеличились из-за роста инвестиций и развития. Здесь находится храм «Пассикуда Мариамман». До Пассикуда легко добраться из городов Тринкомали и Баттикалоа.
Ближайший аэропорт к Пассикуде — аэропорт Баттикалоа, в который выполняются регулярные рейсы из Международного аэропорта Бандаранаике.

## Ландшафт и развитие
После окончания гражданской войны в 2009 году и завершения проектов по реабилитации после цунами, Пассикуда стала популярным туристическим направлением как среди местных жителей, так и среди иностранцев. Пассикуда быстро становится центром для инвестиций, поскольку иностранные и местные инвесторы проявили интерес к развитию туризма вдоль пляжа. Строгая политика правительства Шри-Ланки в области окружающей среды помешала определённым планам массового развития, хотя экономическая политика в определённой степени способствовала развитию. Пассикуда, как известно, имеет один из самых протяженных участков неглубокого рифового побережья в мире. Люди заходят в море на несколько сотен метров, потому что глубина воды всего несколько сантиметров, а течение относительно слабое по сравнению с остальным побережьем Шри-Ланки.

## Проблема записи
Существует много различных вариантов написания названия города Пассикуда. Помимо чаще всего употребляемого «Пассикуда» есть «Пасикуда», «Пассекуда», «Пассикудах», «Пассекудах», «Пасикудах». Но правильного варианта написания не существует, так как перевод с английского может быть разным. Данная статья называется «Пассикуда», так как этот вариант написания является самым распространённым.

## Галерея

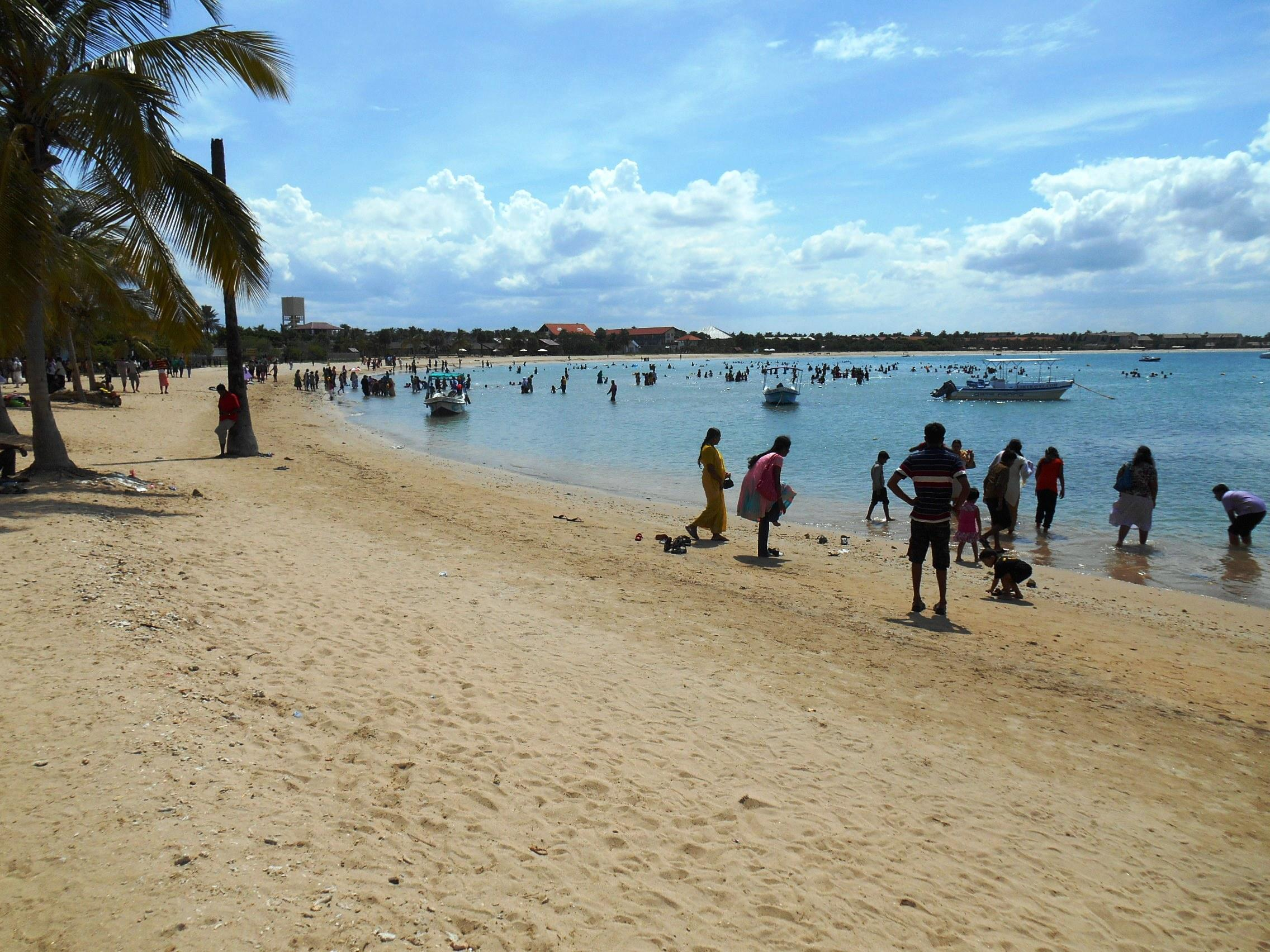
Пляж Пасикуда
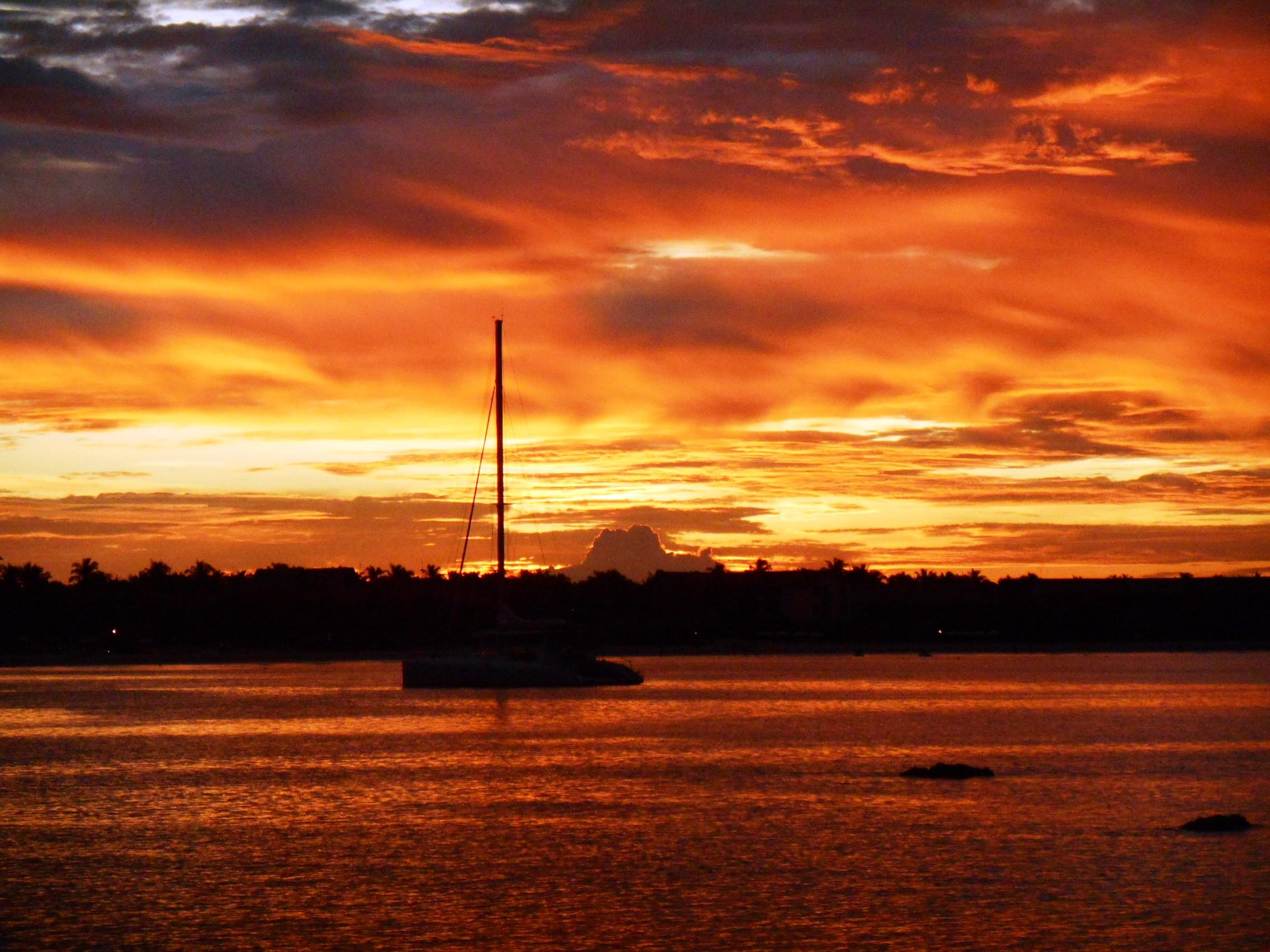
Закат на пляже Пасикуда
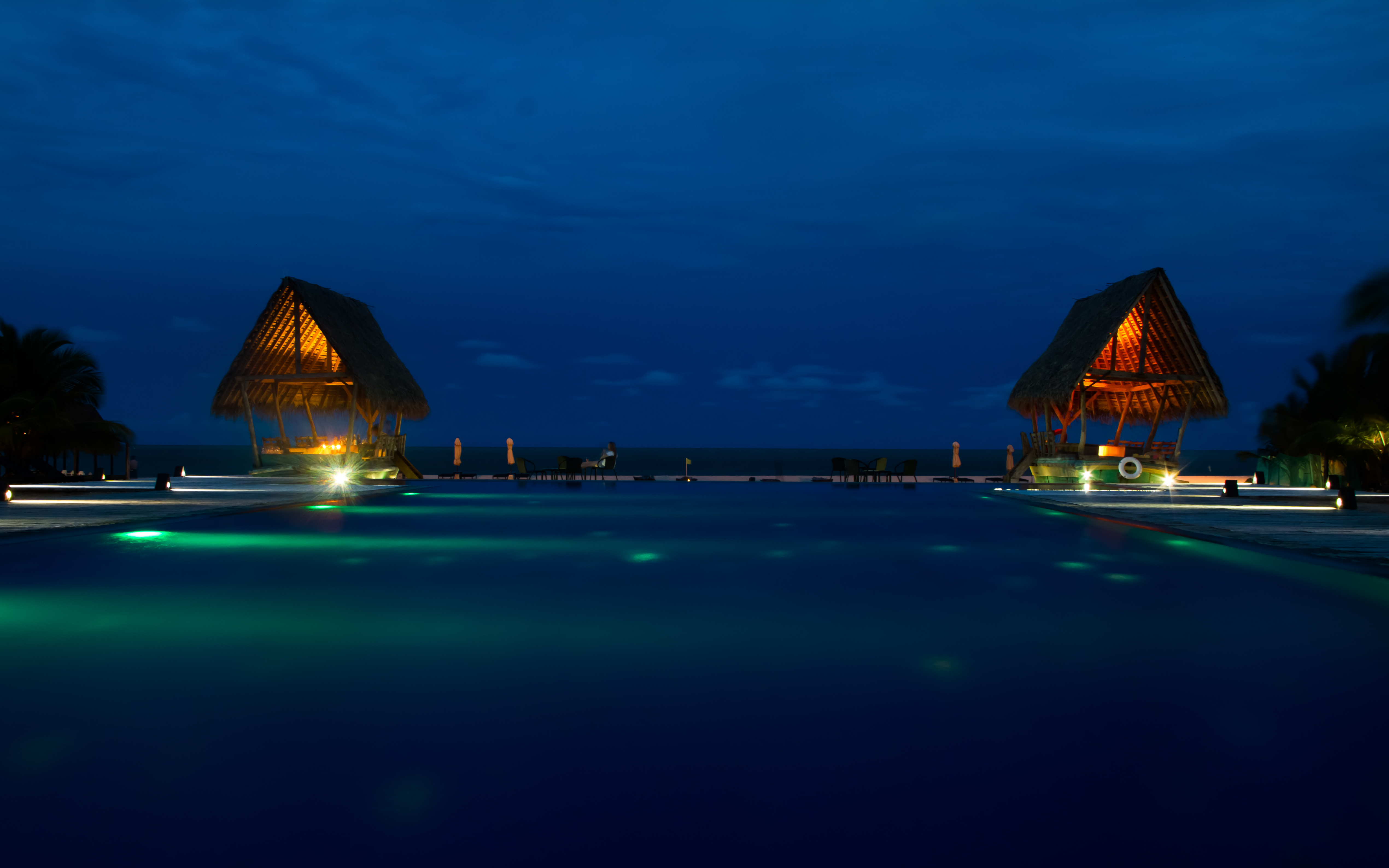
Maalu Maalu Beach Resort, Пасикуда, Шри-Ланка